# Manuel II de Trebisonda
Manuel III fou l'onzè emperador de Trebisonda, que va governar en desè lloc durant el període 1332-1333. Va ser l'únic emperador nen que va governar aquest país o, si més no, en va portar el títol. Va morir executat pel seu oncle Basili, un fet sense precedents en la història de l'Imperi de Trebisonda.

## Regnat
El gener del 1332, amb vuit anys, va succeir el seu pare Andrònic III. La Crònica de Miquel Panàret sobre els emperadors de Trebisonda i la història d'aquest país, omet les circumstàncies relacionades amb aquest emperador i el seu pare, llevat de dir que l'autor va viure en la mateixa època. Tampoc s'esmenta el nom de la seva mare que, seria d'esperar que hagués actuat com a regent.
L'emir de Chalybia, Bayram Beg, va envair el territori de Manuel. Els oghuz als quals liderava van avançar fins a Asomatos, on l'exèrcit trebisond els va derrotar el 30 d'agost del 1332, van causar moltes baixes en el bàndol enemic i els van capturar molts cavalls.
Segons William Miller, els crims comesos pel seu pare havien trasbalsat tant la ciutadania que estaven dividits en dues faccions: un grup, que tenia la seva base en la capital de l'imperi, eren el partit bizantinista; l'altre grup, amb adeptes principalment al camp, eren els partidaris de l'aristocràcia pòntica original, és a dir els qui havien fundat l'Imperi de Trebisonda pertanyents a l'antic Regne del Pont. El partit bizantinista va convidar Basili, l'oncle de Manuel, a tornar a Trebisonda des de Constantinoble i fer-se'n càrrec del govern. Basili va arribar el 22 de setembre del 1332; Manuel fou deposat després d'un regnat de vuit mesos i va quedar captiu. El megaduc Lekes Tzatzintaion, la seva esposa Syrikaina i el fill de tots dos, Tzambas, que tenia el títol de gran domèstic, i que probablement eren els qui governaven en nom de Manuel, foren executats. Tanmateix, el febrer del 1333, hi va haver una revolta popular encapçalada pel megaduc Joan que aviat va ser sufocada. Això no obstant, la revolta va fer que Basili decidís executar el seu nebot.
La condemna a mort de Manuel va ser un fet estrany per diversos motius. Dels quatre emperadors deposats al llarg de l'existència de l'Imperi de Trebisonda, Manuel va ser l'únic executat després d'haver abandonat el poder; en els altres casos en va haver prou amb exiliar l'emperador deposat. Encara més, durant l'existència de l'Imperi Romà d'Orient, l'estat del qual derivava el de Trebisonda, l'execució de nens era un fet rar; fins i tot el despietat Miquel VIII Paleòleg es va conformar a cegar l'emperador nen Joan IV Ducas Làscaris. Que el pare de Manuel, Andrònic III, fes matar dos dels seus germans potser va influir en la decisió de Basili.